# Ellen Tomek
Ellen Tomek (ur. 1 maja 1984 r. w Flint) – amerykańska wioślarka.

## Osiągnięcia
- Mistrzostwa Świata – Monachium 2007 – czwórka podwójna – 6. miejsce[1].
- Igrzyska Olimpijskie – Pekin 2008 – dwójka podwójna – 5. miejsce[1].
- Mistrzostwa Świata – Poznań 2009 – dwójka podwójna – 6. miejsce[1].